# آراکس، واغارشاپات
آراکس (به ارمنی: Արաքս) یک روستا در ارمنستان است که در استان آرماویر واقع شده‌است.  در  کیلومتری شمال آرماویر، مرکز استان آرماویر واقع شده است.

## خصوصیات
آراکس ۲٬۰۴۸ نفر جمعیت دارد و در ارتفاع  متر بالاتر از سطح دریا قرار گرفته است.